# Puyusca (distrito)
Puyusca é um distrito do peru, departamento de Ayacucho, localizada na província de Parinacochas.

## Transporte
O distrito de Puyusca é servido pela seguinte rodovia:
- PE-32, que liga o distrito de Chaparra (Região de Arequipa) à cidade de Puquio (Região de Ayacucho)
- PE-32C, que liga o distrito de Cahuacho (Região de Arequipa) à cidade[1][2][3]